# Hölltorkogel
Der Hölltorkogel ist ein 2904 m ü. A. hoher Berg in der Ankogelgruppe der Zentralalpen im österreichischen Bundesland Salzburg.

## Lage und Umgebung
Der Hölltorkogel befindet sich im Nationalpark Hohe Tauern und in der Gemeinde Bad Gastein. Sein Gipfel erhebt sich an der Grenze zwischen den Katastralgemeinden Böckstein im Süden und Remsach im Norden. Rund um den felsigen Gipfel liegen mehrere Gletscher. Vom Hölltorkogel zieht sich der Hölltorgrat Richtung Osten bis zur Tischlerspitze. Am Fuß des Hölltorkogels im Südwesten steht das zur Ortschaft Bad Gastein gehörende ehemalige Alpengasthaus Radeckalm. Ein Quellgraben des Kötschachbachs hat seinen Ursprung am Berg.
Der Hölltorkogel zählt zu den 55 Gipfeln des Gasteinertals, für deren vollständige Besteigung der Gasteiner Gipfelkranz vergeben wird, die höchste Klasse der Gasteiner Wandernadeln des Österreichischen Alpenvereins.

## Geologie
In geologischer Hinsicht besteht der Hölltorkogel aus porphyrischem Gneisgranit.

## Geschichte
Die Erstbesteigung aller Gipfel des Hölltorgrats erfolgt im Jahr 1911 in zwei Etappen.